# Machnín
Machnín (německy Machendorf) je XXXIII. místní částí města Liberce. Katastrální území Machnín zahrnuje kromě ní ještě místní části XXXIV-Bedřichovka a XXXV-Karlov pod Ještědem a osadu Hamrštejn (německy Hammerstein). Severozápadní část Machnína (tj. na sever od řeky v okolí kostela a hřbitova) se označuje jako Nová čtvrť. Machnín sousedí s libereckými částmi Bedřichovka, Horní Suchá a Karlov pod Ještědem a s částmi Stráže nad Nisou, Kryštofova Údolí a Chrastavy. Machnínem protéká Lužická Nisa.

## Historie

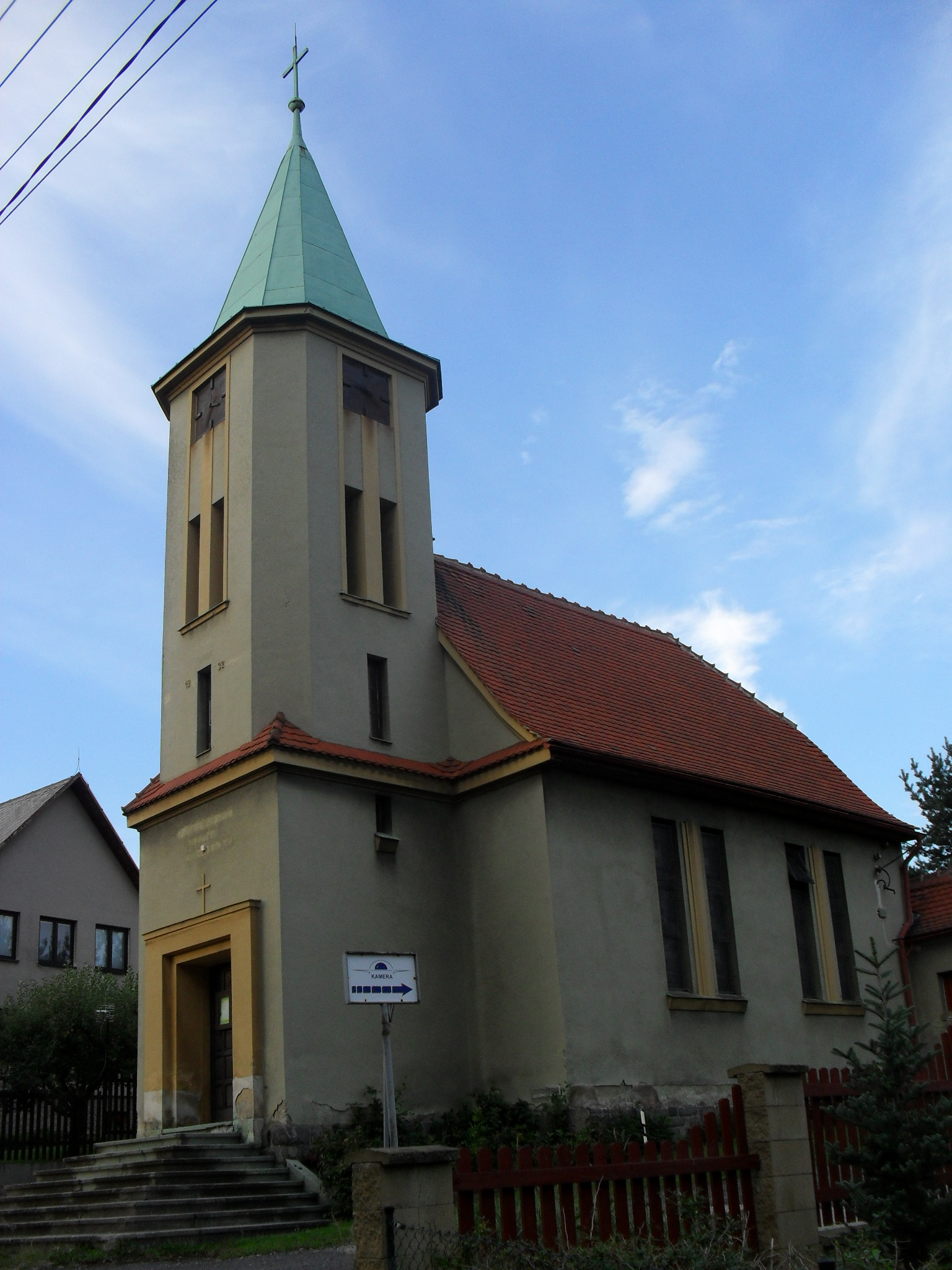
Kostel Nejsvětějšího Srdce Ježíšova (Božského srdce Páně)

Obec byla patrně založena někdy ve 14. století pány z Donína. Nazvána pak byla podle manželky purkrabího Viléma z Donína, která se jmenovala Machna. Původní název vsi byl tak Machnadorf, uváděn je ale také jako Mochendorf, Machndorf a Mochendorff. Poprvé je zmíněna roku 1428 v záznamech o bitvě mezi Janem Kralovcem a Lužičany. Osud vsi je od počátku poznamenán její polohou na rozhraní grabštejnského a frýdlantského panství a blízkostí hradu Hamrštejna. Ves tak časem přecházela z vlastnictví jednoho panství na druhé a zpět, jak se měnily hraniční poměry okolí. Patrně kvůli tomu byla v okolí vystavěna další tzv. Haléřová tvrz.
V okolí obce, na Ovčí hoře, se těžily různé kovové rudy. Šlo olovnaté a měděné rudy – chalkopyrit – a také limonit. Později byla objevena ložiska stříbra u Panenské Hůrky. Těžba se sice přerušila za třicetileté války, definitivně se zastavila v polovině 18. století. Vykutané železo se zpracovávalo v hamru na břehu Nisy (ostatně hrad Hamrštejn byl podle něj pojmenován). I když tento hamr patrně existoval již před samotným hradem a je tak údajně jedním z nejstarších na českém území, písemně je doložen až v půli 16. století.
Obyvatelé Machnína se převážně živili jako zemědělci, pracující kolem panského dvora – pozdějšího statku. Vzhledem ke své poloze na hlavní trase směrem na Žitavu, nebyl Machnín ušetřen snad žádnému blízkému vojenskému tažení od bitvy pod Hamrštejnem roku 1428 do prusko-rakouské války 1866. Na druhou stranu tato poloha přinesla do Machnína v 19. století rozvoj dopravy – nejprve se ke Staré ulici přidala státní silnice do Chrastavy (1845), pak do Kryštofova Údolí (1858) a o rok později také železniční trať Liberec – Žitava, který překonává Nisu 700 m dlouhým mostem.
Roku 1850 byly k Machnínu přičleněny okolní obce Bedřichovka a Karlov. V roce 1885 byl založen obecní hřbitov s malou kaplí. Roku 1902 bylo v Machníně 28 zemědělských, 60 průmyslových podniků a 15 domácích živností. Od téhož roku byly zdejší prameny hlavním zdrojem vody pro liberecký vodovod, v obci samotné byl vodovod zřízen až roku 1934 po provedení nových vrtů. Do konce první světové války byl Machnín ryze německou obcí s bohatou spolkovou činností. V letech 1926–1931 byl Machnín rozšířen o Novou čtvrť postavením třiceti nových domů na pozemcích kolem hřbitova. Zároveň byl v této lokalitě postaven nový pseudogotický kostel Nejsvětějšího Srdce Ježíšova (Božského srdce Páně). V obci byly dvě školy – česká jednotřídka a německá trojtřídní obecná, jedenáct hostinců, prodejnu spotřebního družstva a spořitelní a záložní spolek.
I když od vzniku Československa tvořili obecní zastupitelstvo zástupci Svazu zemědělců, KSČ a Československé národně socialistické strany, nakonec se vývoj přiklonil k dominanci henleinovců. Koncem druhé světové války sloužila machnínská škola jako útočiště pro uprchlíky ze Slezska, v obci byl dočasně ubytován maďarský dobrovolnický sbor a jednotka Vlasovců. Počátkem roku 1945 měl Machnín ve 213 domech 1717 obyvatel (1566 Němců), po hlavní fázi odsunu zůstalo jen 230 Němců a roku 1948 žilo v obci jen 100 Němců a 1141 Čechů. Někdejší statek, který býval ještě v 19. století poplužním dvorem grabštejnského panství a v roce 1926 se stal majetkem města Liberce, a ostatní zemědělské usedlosti byly kolektivizovány a od roku 1953 spadaly pod Státní statek Liberec. Dne 1. 7. 1980 byl Machnín připojen k Liberci jako 33. čtvrť a téhož roku sem byla prodloužena linka č. 16 MHD, která sem jezdí dodnes. Roku 1991 měl Machnín 926 obyvatel.

## Obyvatelstvo
| Rok            | 1869 | 1880 | 1890 | 1900  | 1910  | 1921  | 1930  | 1950 | 1961 | 1970  | 1980  | 1991 | 2001 | 2011  | 2021  |
| -------------- | ---- | ---- | ---- | ----- | ----- | ----- | ----- | ---- | ---- | ----- | ----- | ---- | ---- | ----- | ----- |
| Počet obyvatel | 709  | 865  | 957  | 1 325 | 1 671 | 1 331 | 1 434 | 939  | 965  | 1 104 | 1 044 | 926  | 976  | 1 080 | 1 050 |
| Počet domů     | 78   | 93   | 97   | 126   | 161   | 164   | 197   | 205  | 236  | 176   | 179   | 195  | 210  | 239   | 239   |

## Doprava
Machnínem prochází železniční trať 089 z Liberce přes německou Žitavu do Rybniště. Nachází se zde dvě železniční zastávky – Machnín a Machnín hrad. V Machníně zastavují příměstské autobusové linky z Liberce do Chrastavy a Frýdlantu, dopravce ČSAD Liberec, i linka 16 liberecké městské dopravy jezdící z terminálu Fügnerova v centru města až na Novinu, kterou provozuje Dopravní podnik měst Liberce a Jablonce nad Nisou. Linka byla v bezpečnostním průzkumu mezi cestujícími vyhodnocena jako nejnebezpečnější městskou linkou v Liberci. Problémová je zejména kvůli nepřizpůsobivým občanům z machnínské ubytovny, v autobusech údajně dochází i k fyzickým konfliktům, dopravní podnik se rozhodl do vozů nainstalovat bezpečnostní kamery. První autobus s nainstalovanou kamerou do Machnína vyjel počátkem roku 2013.
Přes Lužickou Nisu je mezi Machnínem a chrastavskou částí Andělská Hora místo mostu, zničeného při povodni v roce 2010, zprovozněn unikátní transbordér.

## Pamětihodnosti
- Hrad Hamrštejn – zřícenina historického hradu ze 14. století
- Tzv. Haléřova tvrz - tvrziště v západní části vsi nedaleko hřiště a nádraží[9]
- Kostel Nejsvětějšího Srdce Ježíšova – novogotický kostel
- Hřbitov s centrálním křížem, márnicí a starými náhrobky z 19. a první poloviny 20. století
- Panský dvůr (tzv. Meierhof) jižně od vsi (u silnice do Karlova pod Ještědem)
- Stará školní budova v Heřmánkové ul. 95
- Několik drobnějších památek (podstavec kříže u školy v Heřmánkové ulici, pomník válečným obětem (?) u brány hřbitova)
- Pás bunkrů z konce 30. let, tzv. řopíků, na úbočí Ovčí hory mezi Machnínem, Chrastavou a Bedřichovkou
- Stáj Prašný dvůr s jezdeckým areálem v Heřmánkové ulici
- Památná Machnínská lípa u silnice do Chrastavy
- Památná alej od Meierhofu k osadě Hamrštejn
- Karlovské bučiny – národní přírodní rezervace na severních svazích vrchu Rozsocha

## Další fotografie

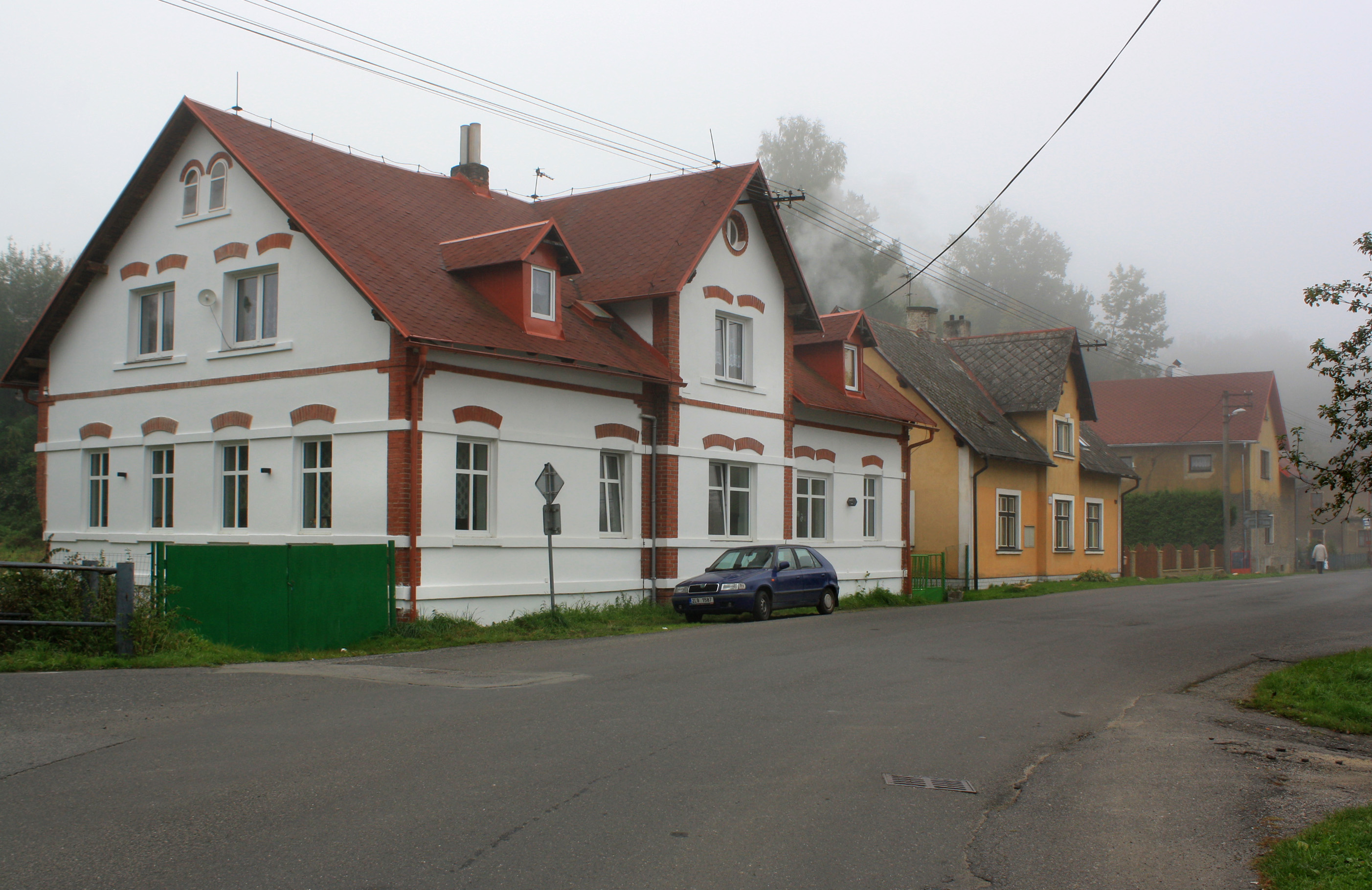
Zástavba v Rynoltické ulici
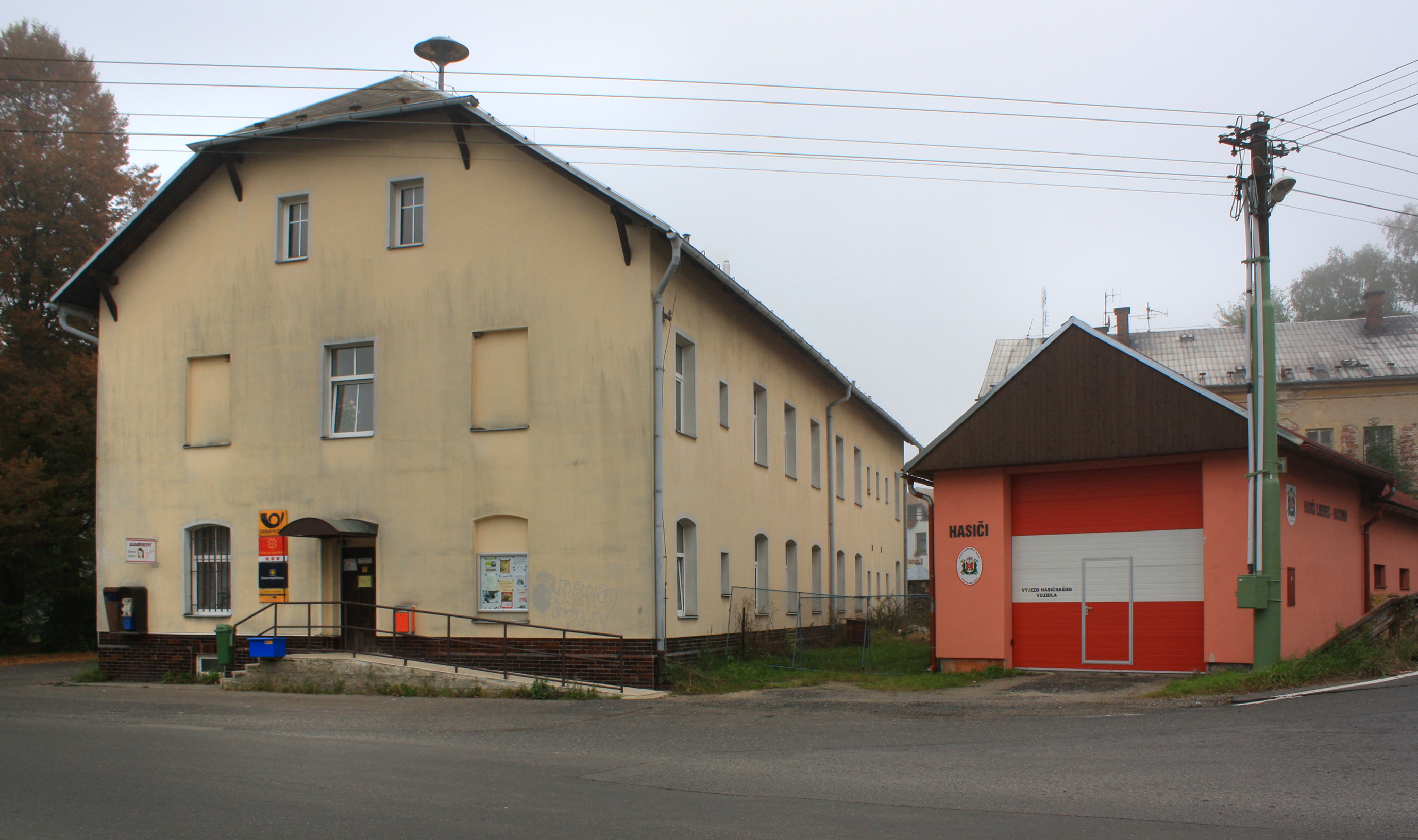
Pošta a hasičská zbrojnice
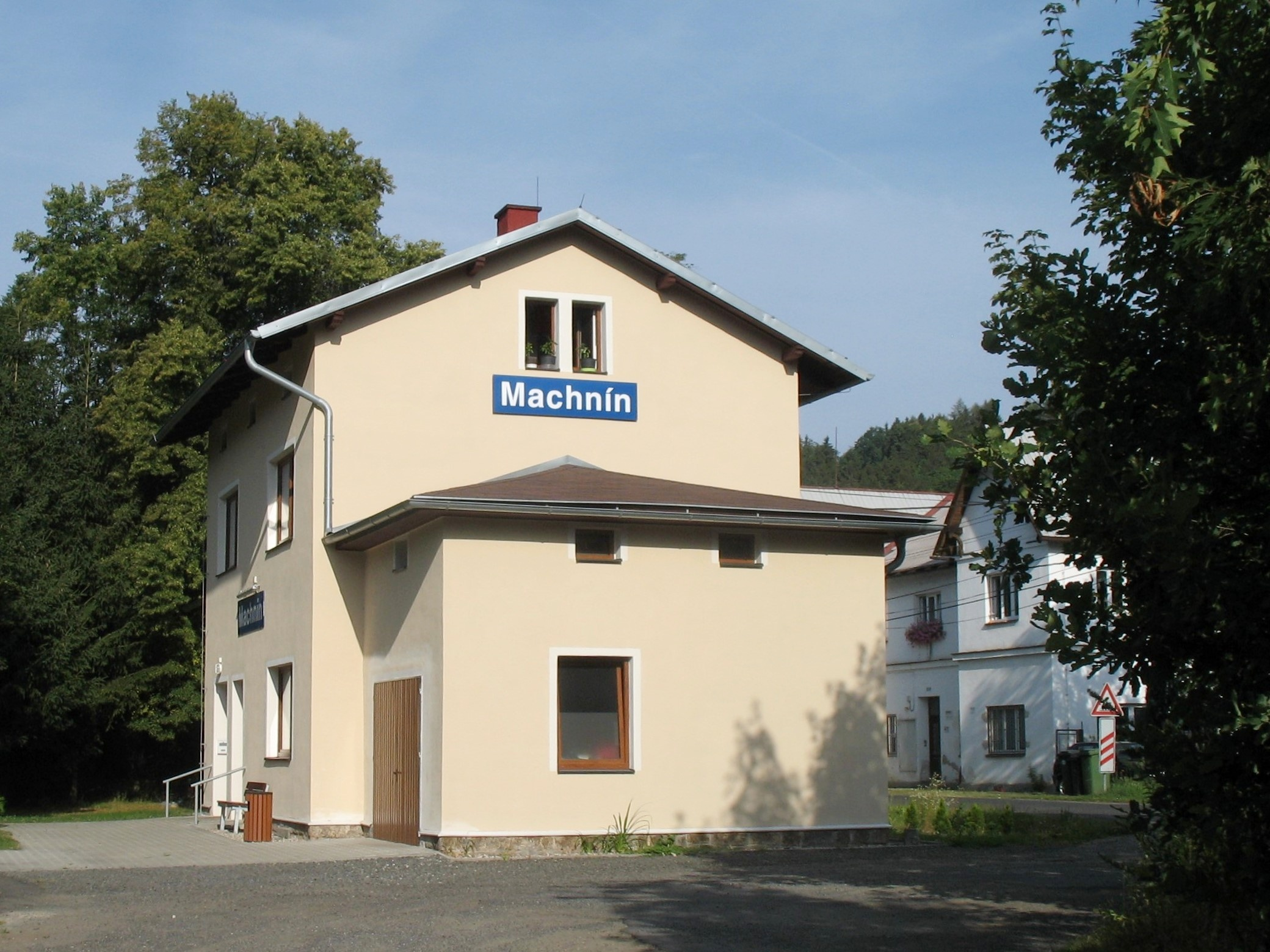
Machnínské nádraží
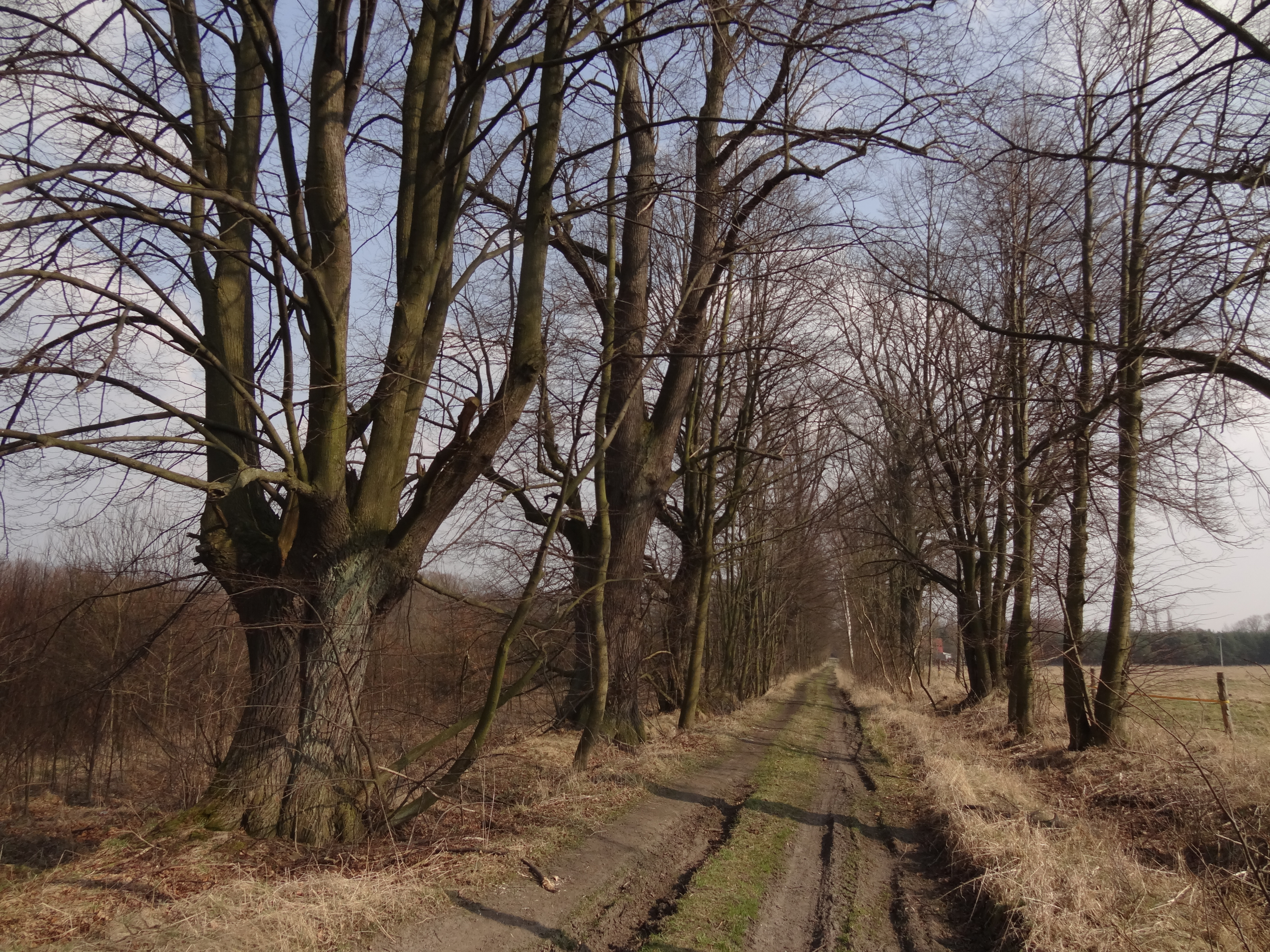
Památná alej od Meierhofu k osadě Hamrštejn
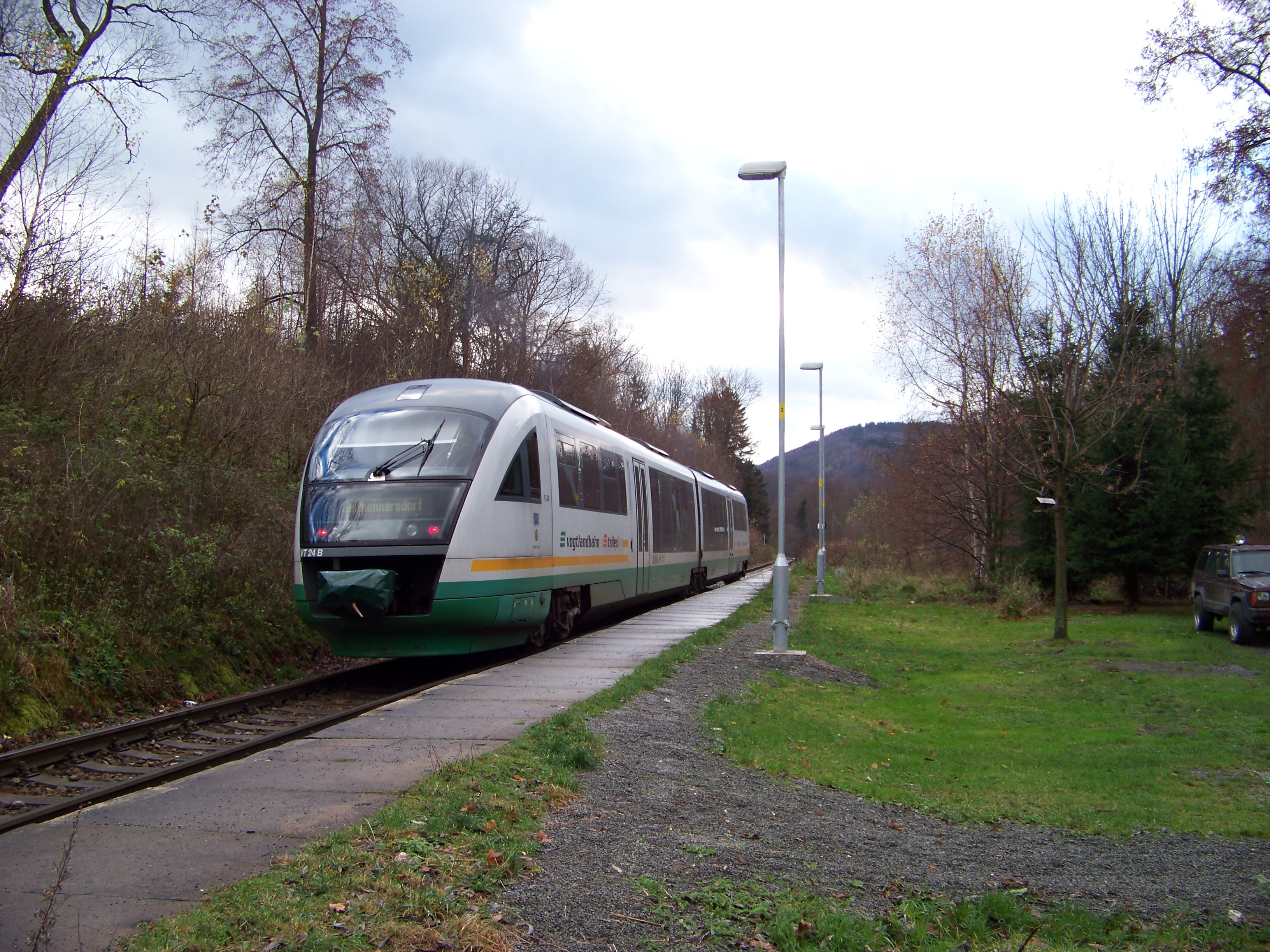
Trilex